# スカイA スタジアム
『スカイA スタジアム』（Sky A STADIUM） は、朝日放送グループホールディングス（ABC）子会社のCS放送局スカイAで放送されているプロ野球中継のタイトル。

## 概要
阪神タイガース（阪神）の主催ゲームを中心に放送しており、2023年現在、タイガースの関連会社である阪神コンテンツリンクが運営するTigers-ai制作の映像が放送されている。
かつては他にも東北楽天ゴールデンイーグルス（楽天）や大阪近鉄バファローズ（近鉄、現在は消滅）、それに番組黎明期にもわずかながら横浜ベイスターズ（テレビ神奈川製作）、ダイエー（球団製作、スポーツアイ、GAORAと分担）、日本ハム（東京ケーブルネットワーク製作。一部はテレビ埼玉・千葉テレビ製作）の主催ゲームが放送されたことがあった。
1990年8月15日より放送されているスカイAの看板番組だが、2004年までは『サテライトスタジアム』というタイトルで、近鉄と阪神の主催試合を中継してきたが、この年のシーズン終了後に近鉄がオリックスとの合併により消滅したため、翌2005年より現タイトルに改題し、阪神戦に加えて楽天主催ゲームも中継することとした。2012年より、楽天主催ゲームの放映権が他局に移ったため、現在は阪神戦に特化している。
スカイAのグループ会社であるABCテレビは、夏の全国高等学校野球選手権大会の放映権も保持しているため、期間中に中継の対象となるゲームが行われる場合、本来の録画放送を行う深夜の時間帯には高校野球の完全録画中継が優先されるため、翌日の午前中に日程が繰り下げられるケースが多い。また、過去に何度か無料放送を行ったことがある。

### 阪神戦
主催試合を完全中継する。
放映権は競合するGAORA（MBS系列）と共有しており、一方で生中継、もう一方で録画放送を行う。生中継と録画放送の日数は、双方の編成の都合に合わせ、ほぼ同数になるように調整される。ただし、2013年は読売ジャイアンツ（巨人）戦を含む全72試合の完全中継を実施し、生中継もうち46試合（巨人戦3試合を含む）に拡大された。
ABCは水曜日と日曜日の阪神主催ゲームの独占放映権を持つため、該当する試合は原則としてABC制作の『スーパーベースボール』（もしくは、ABC制作による『サンテレビボックス席』）を全編同時放送することを基本とするが、ABC・BS朝日同時ネット、並びに地上波の解説者にABC・テレ朝系以外のフリー契約の解説者が出演するなどの場合によってはTigers-aiによる配給となるケースがある。地上波（ANN系列）での全国ネットとなる日も、2011年以降は全編完全放送となっている。その他の阪神甲子園球場開催分は、原則としてTigers-aiが制作した番組を使用する。
なお、巨人戦についてはABC以外の在阪局が放映権を持つ試合は、各局やそのキー局が所有するチャンネルで放送されるが、テレビ大阪が放映権を得た場合は本番組でも中継することがある。2013年からは主催72試合全試合中継のため、ABC以外が放映権を持つ試合もTigers-aiの映像で録画中継する。なお、2013年以降テレビ大阪が放映権を取得した巨人戦がないため、その場合の対応は不明。また一部の試合は試合当日深夜（試合日により翌日未明）の当日録画ではなく、後日放送となる試合もあった。（他チームの試合についても、原則当日生or録画中継であるものの、GAORAの生中継や他の種目の編成の都合から、翌日日中の放送が初回扱いとなる日もあった）が、2016年から巨人戦の放送がABCテレビが制作に関与する水・日曜日（およびこれらの曜日の試合が雨天中止による予備日が生じた場合の試合）のみに戻されたため、スカイAによる全主管試合完全放送は3年で終了となった。
京セラドーム大阪や各地の地方球場で行われる試合についてはサンテレビから供給を受けるが、同局での中継がない日（京セラドーム大阪での開幕三連戦など）はTigers-aiの番組が使われる場合もある。なお、Tigers-aiによる配信が開始される以前は、ABCで中継がある日以外はサンテレビの映像を使用していた。
オープン戦も中継するが、開催地によってはビジターゲームでもシーズン中と同様の体制で制作することがある。
2010年は一部の試合（ABC・サンテレビでの中継日）で、2011年からは全試合でハイビジョン制作（または画面比16:9・レターボックス型の標準画質放送）となった。また、ABC制作映像を使用する日はスカパー!プレミアムサービス（旧:スカパー!HD）では5.1チャンネルサラウンド放送を行っている。
2013年はABCの地上波中継と連動し、ABCと同様に「虎バン主義」というスローガンを掲げている。

### 楽天戦
2005年より、同年に新規参入した楽天主催の全72試合を中継していた。これは、楽天が前年まで担当していた近鉄の後継にも当たるため（チーム発足当初、近鉄から多くの選手が流入していた）。なお、中継から撤退する2011年まで、sky・Aは球団のオフィシャルスポンサーにもなっていた。
基本的には完全生中継を行うが、年に数試合は編成の都合でGAORAやJ SPORTSにおいて『アクティブ!ベースボール』のタイトルで放送していた。それでも編成の都合が付かない日にはスカチャンで放送され、sky・Aでは録画中継のみとする場合もあった。また、交流戦のうち対巨人・阪神戦は生中継と録画放送の両方を行う日もあった。
2007年まではsky・Aと楽天野球団が共同で「製作著作」としてエンディングでクレジットされ、ABC（または宮城県のANN系列局である東日本放送）のアナウンサーが実況を担当した。翌2008年からは、sky・Aに代わってクロステレビビジョンとTCP（前者は「制作」、後者は「協力」とクレジット）が制作に参加し、在京のフリーアナウンサーが実況を担当するようになった。
球団公式の番組としても扱われ、インターネットテレビの『パ・リーグライブTV』（当時、2009年までは『Yahoo!動画』）や『ニコニコ生放送』（2010年から）で全主催ゲームが、BS11（2008年8月より）とTwellV（2011年より）で一部の主催ゲームが同時放送されている。また、2007年までは楽天直営の『楽天イーグルスTV』でも配信されていた。
阪神戦とは異なり、攻撃の開始前には「楽天見るならスカイ・A!!」と楽天の選手がコールするアイキャッチが放送されていた。また、2010年までは当時sky・Aの番組宣伝を担当していた山寺宏一によるタイトルコールもあった。
前述したように、2012年より放映権がJ SPORTS（2013年と2014年のみ日テレプラス）に移行したことでsky・Aでの放送は終了した。なお、J SPORTSや日テレプラスでも放送形式はほぼそのまま引き継がれた（J SPORTSでは各種テロップを除く）。2019年9月21日の楽天対西武はJ SPORTSがラグビーワールドカップ2019のため放送。J SPORTS STADIUMのまま使用している。

#### その他の公式戦
阪神対巨人戦のうちGAORAが生放送の放映権を持つ試合と日本ハムの主催試合が重複する場合、阪神対巨人戦をGAORAで生放送し、日本ハム主催試合の生中継をスカイAに振り替える。この場合の日本ハム戦中継はGAORAでの生中継と同様の体制で制作され、当日深夜もしくは翌日にGAORAでも録画放送される。
かつてはJ SPORTSが放映権を持つオリックス・ロッテ・楽天・広島の主催ゲームのうち、J SPORTSで放送枠が確保できない試合（一例として2012年度NHK BS1で生中継される広島戦）をSky・Aで生中継していた（GAORAでの放送の場合もある）。2011年までは『アクティブ!ベースボール』という別の番組名が付いていたが、2012年より本番組に統合された（GAORAでも同様）。
なお、前述の通り2004年までは近鉄の主催ゲームも放送していた。ABCやKBS京都（近鉄エキサイトアワー）が中継している時はそのまま同時放送し（制作著作は各局名義でクレジット）、それ以外は、当時は直接球団が中継の著作権を持つことが一般的でなかったため、sky・Aの自社制作扱いであった（実況はABCアナウンサー。制作協力としてABCと大阪シティドームがクレジット）。ただし、ABCでの中継時にも自社制作を行う場合もあった（マジック1で迎え、勝利して近鉄が優勝を決めた2001年9月26日のオリックス戦など）。

### ウエスタン・リーグ
阪神二軍の主催ゲームを中心としたウエスタン・リーグの試合も中継している。2011年までは数回程度阪神二軍の試合を『喝!!若虎（Young Tigers）』というタイトルで放送していたが、2012年は本番組に統合の上、中継数を大幅に拡大した。阪神戦の他、神戸サブ開催分を中心にオリックス二軍の主催ゲーム（主に対阪神二軍戦）も放送している。
阪神二軍戦は一軍と同様にTigers-aiが制作する（サンテレビが中継する場合はサンテレビからネット受け）。オリックス二軍戦はオリックス球団とスカイAの共同制作、中日二軍主催ゲームはスターキャット・ケーブルネットワークと東海3県の各ケーブルテレビ局の共同制作の中継をネットする。
特に、2013年5月には甲子園で行われる「兄弟ダブルヘッダー」（午前中・二軍、午後日中・一軍の試合前練習、午後夜間・一軍セ・パ交流戦）を無料完全放送する試みを行った。

### その他の試合
7月のフレッシュオールスターゲームの生中継を行っている。但し2016年以降は、編成の関係で中継の録画映像を試合終了後に放送する事もある。
以前はファーム日本選手権も放送していたが、2009年以降はJ SPORTSに移行した。
また、テレビ朝日やANN系列局が製作を担当する日本シリーズやオールスターゲームの中継を当日深夜に録画放送していたが、これも2012年から朝日ニュースター（当時、現在のテレ朝チャンネル2）に移行した（ABC制作分を含む）。なお2014年の日本シリーズ「阪神対ソフトバンク」の1回戦については、スカイ・Aでのディレイ放送となっている（3回戦=九州朝日放送/テレビ朝日製作についてはテレ朝ch2でのディレイ放送）
この他、シーズンオフを中心に「ベストゲーム」として当該年度に中継したゲームからアンコールの要望の多かった試合を再放送する。

### キャンプ中継
1999年以降のキャンプ期間には『猛虎キャンプリポート』と題し、ABCの解説者らと共に阪神のキャンプの模様を生中継する。また、当日深夜や翌日早朝にも2時間にまとめたダイジェストを放送する他、練習日以外も「キャンプ外伝」と称し録画した内容を送る。
楽天戦を中継していた頃には、楽天のキャンプダイジェスト番組も放送していた（当初は週1回、2009年より連日の録画放送）。

### 番組名の変遷
- サテライトスタジアム（ - 2005年）
- sky・A STADIUM（2006 - 2007年）
- スカイ・Aスタジアム（2008年 - 2015年、2008年のみ以下のサブタイトルも付いていた）
  - 阪神戦 - 猛虎V劇場
  - 楽天戦 - LIVE RAKUTEN わしづかみ
- スカイA スタジアム（2016年 - ）

## 放送時間
- 生中継 - 試合開始15分前（日により、4分前。3連戦の2・3戦目に於いては、前日の試合のハイライトの映像"実況なし"を約11分間流すが、水曜・日曜のABC制作の試合をそのままサイマル放送する場合は、やはり実況・MCなしで球場の生中継を流すこともある。その場合、試合前座に行われる国歌斉唱や各種個人賞の表彰<リーグの月間MVP、チーム独自の月間MVP、その他記録達成に伴う連盟表彰>、メンバー交換といった一連のセレモニーも放送される場合がある）から試合終了まで
  - 各地方球場での開催日で、かつサンテレビから供給を受ける場合、サンテレビと放送開始時刻を合わせる場合がある（主に試合開始時刻）。
  - 2011年以降は、中継の直前に前座番組が設けられている（2011年は『夕やけスタジアム』、2012年は『イマトラ !! 〜Tigers NOW !!〜』、2013年は『甲子園直前情報 虎バン主義。』）。
  - 過去には、編成の都合が付かずに二試合同時に中継を行ったことがある（阪神戦と近鉄戦など、CS放送では珍しい）。各球場にいるアナウンサー同士の会話も見られたが、その様子は阪神戦のみそのままGAORAの録画放送でも流れた。

- 録画放送 - 編成の都合により変動するが、巨人戦は当日24時-翌日4:15、それ以外は概ね当日22時-翌日2:15が多い。また翌日の日中に再放送する試合も多数ある（巨人戦は初回放送が編成上の当日でない場合もある）。
  - 8月の高校野球シーズンや、阪神戦以外の中継（かつての『アクティブ!ベースボール』に相当）等の編成の都合により、翌日午前中に繰り下げられる場合あり。
  - 2005年までは、生中継の直後に15 - 30分程度のフィラー番組を挟んだ後、すぐに同一ゲームの録画放送を行っていた日が多かった。2006年以降も、阪神戦（および楽天主催の巨人・阪神戦）の一部で行うことがある。
  - sky・AやGAORAの編成の都合によっては、ごくまれに同じ阪神戦の録画放送が同じ時間帯に並行して放送される場合がある[18]。

- 備考
  - 巨人戦については、一部当日録画ではなく、後日放送となる試合がある。それ以外についても他競技の中継日程や、GAORAとの放送調整の都合で、翌日日中の放送が初回扱いとなる日がある。
  - 阪神以外の球団の全主催ゲームも中継していた頃は、同日に各球団の主催ゲームが組まれた場合（特に、阪神戦の独占放映権がある水・日曜日）は阪神戦が優先となり生中継、もう一方の球団が録画放送とされた（まれに逆の日もあり）。
  - 試合が早く終了した場合はフィラー番組（名勝負や好プレー、『アナパラ〜Oh!ラフィーキ〜』など）を放送するが、その間は画面上部に「本日の試合結果 （A）1-0（B）」といったテロップを出す。
  - 2008年までの阪神戦において、ABC制作分を放送する日は、ABCでの放送開始時刻までは球場内の映像を流して穴埋めしていた（「まもなくプレイボール」というテロップあり、再放送時はカット）。
  - また、地上波とのリレー中継時にABCの中継終了時刻を迎えた場合などにも、一時的に球場内の音声のみとなる時間帯もある。

## テーマソング
阪神戦の中継では、主にTigers-aiの制作番組を使用する日のオープニングで使われている。
また、かつての楽天戦のオープニングは以下の阪神戦と同じ曲で、エンディングは球団公式の応援歌（毎年変更）が使われていた。
- 2006・2007年 - 「ELECTRICAL COMMUNICATION」 GANASIA この曲のみエンディング兼用
- 2009年 - 「Starry Sky」（capsule）
- 2010年 - オリジナル曲（Chicago Poodle）
- 2012年 - 「Change the world」 JAY'ED
- 2013年 - 「虎鳴曲」（SOPHIA）
- 2014年 - 「僕のスーパースター」（ヨシダヒロキ）
- 2015年 - 「Power of Pain 2015」（白山貴史 project）
- 2017年 - 「A Gameworth watching」（松尾怜奈）
- 2019年 - 「Let me go my way feat.Daisuke Asakura」（TRF）
- 2020年 - 2021年「ラストシーン」（Qyoto）
- 2022年 - 「アンテナラスト」（10-FEET）
- 2023年 - 「走り出せ」（MACK JACK）
- 2024年 - 「ムツラボシ」（THE FRANK VOX）
- 2025年 - 「Take It Easy」（W.o.d.）

## スコアテロップ
球団を問わず、ABCテレビやサンテレビ（過去にはKBS京都も）制作の中継をネットする日は、テロップも各社仕様のものがそのまま流れる。
Tigers-aiの制作番組を使う日も同様（かつては画面右下のボールカウンターにはsky・Aのロゴが挿入されていた。現在はTigers-aiのロゴ）。なお、2009年までの阪神二軍の中継では現在と異なるフォントが使われていた。
また、かつての楽天戦はTCPによる球団公式映像のテロップが、地上波放送がない時の近鉄戦は大阪ドームの場内向けのテロップがそのまま使われていた。
その他、キャンプ期間中の練習試合・オープン戦や、ファーム日本選手権、フレッシュオールスターゲーム、アマチュア野球中継では独自仕様のテロップが使われる。

## 解説者

### Tigers-ai制作分
- 岡義朗
- 黒田正宏
- 工藤一彦
- 大熊忠義
- 佐野慈紀
- 上田二朗
- 佐野仙好（2021年 - ）
- 湯舟敏郎（ABC・サンテレビ解説者兼）
- 高代延博（2021年 - 。サンテレビゲスト解説者兼）
- 俊介 (2022年 - )
- 緒方孝市（2021年 - 。キャンプでの阪神の練習試合も担当。サンテレビ・TBSチャンネル・NHK広島放送局・テレビ新広島の各ゲスト解説者兼）※公式戦は2022年7月13日の阪神対巨人戦にて初出演。
- 掛布雅之（2018年から復帰。日本テレビ・読売テレビ・サンテレビ等のゲスト解説者兼）
- 狩野恵輔（2018年 - 。読売テレビ・サンテレビ・MBSテレビ・MBSラジオ・Tigers-ai解説者兼）
- 野口寿浩（2019年から復帰。サンテレビ・J SPORTS楽天戦とMLB中継解説者兼）
- 今成亮太（2022年　- 、GAORA〈阪神戦・日本ハム戦とも〉解説者兼）
- 岩田稔（2022年　- 、関西テレビ放送解説者兼）
- 福留孝介（2023年 - 。春季キャンプ中継から担当。公式戦での解説は未定。日本テレビ·中京テレビ·東海テレビ·東海ラジオ・フジテレビ他解説者兼）
- 糸井嘉男（2023年 - ）
- 今岡真訪 (2025年 - )
- 福原忍 (2025年 - )

### ABC制作分
吉田以外は、サンテレビ制作分の解説も兼務（中田は2009年までサンテレビ専属だった）。
巨人戦の一部（主に地上波・BS放送にて全国ネットの場合）では、テレビ朝日から解説者が派遣される。
- 吉田義男
- 福本豊
- 中田良弘
- 真弓明信
- 中西清起
- 湯舟敏郎（サンテレビ兼任）
- 下柳剛
- 桧山進次郎
- 関本賢太郎
- 濱中治（2020年から復帰）
- 矢野燿大（2023年から復帰）

### その他
阪神二軍の対中日戦（中日主催試合）に出演。
- 鹿島忠

## 実況

### Tigers-ai制作分
（全員フリー）
- 桐山隆（2010年までサンテレビ兼任）
- 寺西裕一
- 中井雅之
- 堀江良信
- 楠淳生（2017年まではABCアナウンサーとして担当）

### ABC制作分
2009年以降、日により競合するオリックス球団制作中継（2012年までと2015年はJ SPORTSJ SPORTS STADIUM、2013年、2014年はFOX SPORTS ジャパンBASEBALL CENTER）で実況を担当する場合がある。
- 伊藤史隆
- 中邨雄二
- 小縣裕介
- 山下剛
- 高野純一
- 北條瑛祐（現在、テレビではベンチリポート主体で、実況は二軍戦とオリックス戦のみ担当）

### サンテレビ制作分
- 湯浅明彦
- 橋本航介
- 村上昂輝
- 濱野圭司（フリー）

### テレビ朝日制作分
原則として日本シリーズやオールスターゲームなど、テレビ朝日が制作する中継で出演。2010年はSky・A制作のオープン戦でも神宮球場からの中継で実況を担当した。
- 中山貴雄
- 清水俊輔
- 大西洋平

### その他
- 亀関開（阪神二軍の対中日戦、中日主催試合）

## リポーター
阪神戦のみ、対戦相手の球団の地元局でも放送する場合、地元局のアナウンサーが相手チームのリポートを担当する場合がある（地元局が音声を差し替える場合も含む）。
また過去の近鉄戦の放送時には、ABCでの放送がなくてもABCのアナウンサーがリポートを担当していた（KBS京都制作分を放送する時は、KBSのアナウンサーが担当）。他局への配信がある時やオリックス戦でも、リポーターは近鉄側のみとなった。
- Tigers-ai制作分
  - 桐山隆
  - 村田匡輝
  - 堀江良信
  - 三宅秀一郎（2022年から参加。但し中央競馬開催日はMBSラジオ製作（土曜日は委託制作でラジオ関西が受託放送）の競馬中継担当であるため、原則平日のみ出演）
- 福家雅明（阪神二軍戦主催試合。元阪神投手。本職は関西東通所属のディレクター）
- 相羽としえ（中日主催の阪神二軍戦のみ）

過去
- ABC制作分
  - 武田和歌子（時期不明）
  - 堀友理子（？-2010）
  - 角野友紀（2011-2014）
  - ヒロド歩美（2015年 - 2017年 ベンチレポートのみ。ヒーローインタビューは別のアナウンサー＜主として同時放送のラジオのベンチレポーター＞が担当）

※いずれもベンチレポートのみ。ヒーローインタビューは別のアナウンサーが担当した。
- Tigers-ai制作分
  - 藤原美佳
  - 奥田理絵
  - 北本誠
  - 土井麻由実
  - 奥田有貴子

- 近鉄戦
  - 村岸潤子（球団広報）

- 楽天戦
  - 平方恭子（元・福島放送、初代リポーター。楽天わしづかみキャスター）
  - 牛丸智子（フリー、2代目リポーター）
  - 伊達直美（フリー、3代目リポーター）
  - 大胡菜夕（2009年の楽天レギュラーシーズンホーム最終試合のリポーターを担当）
  - 羽村亜美（フリー、4代目リポーター）